# Psyllaephagus albicrus
Psyllaephagus albicrus är en stekelart som beskrevs av Prinsloo 1981. Psyllaephagus albicrus ingår i släktet Psyllaephagus och familjen sköldlussteklar. Inga underarter finns listade i Catalogue of Life.